# Trachslau
Trachslau ist ein Viertel innerhalb der politischen Gemeinde Einsiedeln mit ungefähr 1200 Einwohnern im Schweizer Kanton Schwyz.

Historisches Luftbild aus 2000 m von Walter Mittelholzer von 1928

Trachslau liegt südwestlich von Einsiedeln am Flüsschen Alp. Erstmals urkundlich erwähnt wird der Ort 1331 als Trechsellum. Während des Marchenstreits soll im Jahre 1308 auf der Kriegmatte, dem südlichst gelegenen Heimwesen von Trachslau, eine Auseinandersetzung zwischen den Schwyzern und den Kriegsleuten des Klosters stattgefunden haben.
Das Benediktinerinnen Kloster Au liegt auf dem Jakobspilgerweg zwischen Einsiedeln und Trachslau.

## Wappen
In Rot weisser Kriegsflegel (Turnierwaffe) mit gelbem Schaft.

## Persönlichkeiten
Cedric Ochsner, in Trachslau gebürtiger Ex-Skirennfahrer